# Opomyza punctella
Opomyza punctella – gatunek muchówki z podrzędu krótkoczułkich i rodziny niżnicowatych.
Samce osiągają 3,15 mm długości ciała i 2,9 mm długości skrzydła. Samice mają 3,3 mm długości ciała i 3 mm długości skrzydła. Ubarwienie głowy, tułowia i odnóży jest żółte z lekkim, białym opyleniem. Odwłok jest brunatnożółty, również biało opylony. Przody tergitów są bardziej żółte, tyły bardziej brunatne. Na tułowiu brak ciemniejszy pręg. Po około 3 szczecinki występują po każdej stronie przedpiersia. Skrzydło ma dodatkową żyłkę w obrębie komórki bazalnej lub plamkę zamiast tej żyłki. Na wierzchołkowym odcinku ostatniej żyłki radialnej (R4+5) występuje od jednej do siedmiu plam, a u szczytu żyłki R2+3 jedna plama. Rejon błony przyległy do przedniej żyłki kubitalnej jest przejrzysty.
Owady dorosłe obserwuje się od lipca do września.
Gatunek europejski, podawany z Austrii, Czech, Danii, Finlandii, Francji, Hiszpanii, Niemiec, Norwegii, północnej Polski, Rosji, Słowacji, Szwecji, Szwajcarii i Wielkiej Brytanii.